# Großsteingrab Püttkesberge
Het Großsteingrab Püttkesberge (of Pütkesberge) is een sterk verstoord megalithisch bouwwerk uit het neolithicum. Ernst Sprockhoff gaf het nummer 833. Het bouwwerk werd opgericht tussen 3500 en 2800 v.Chr. en wordt toegeschreven aan de Trechterbekercultuur. 
Het hunebed ligt zuidelijk van Sögel in een bosje gelegen in „Industriegebiet Pütkesberge“ in het Landkreis Emsland in Nedersaksen. Het is onderdeel van de Straße der Megalithkultur, maar is inmiddels slecht bereikbaar.

## Kenmerken

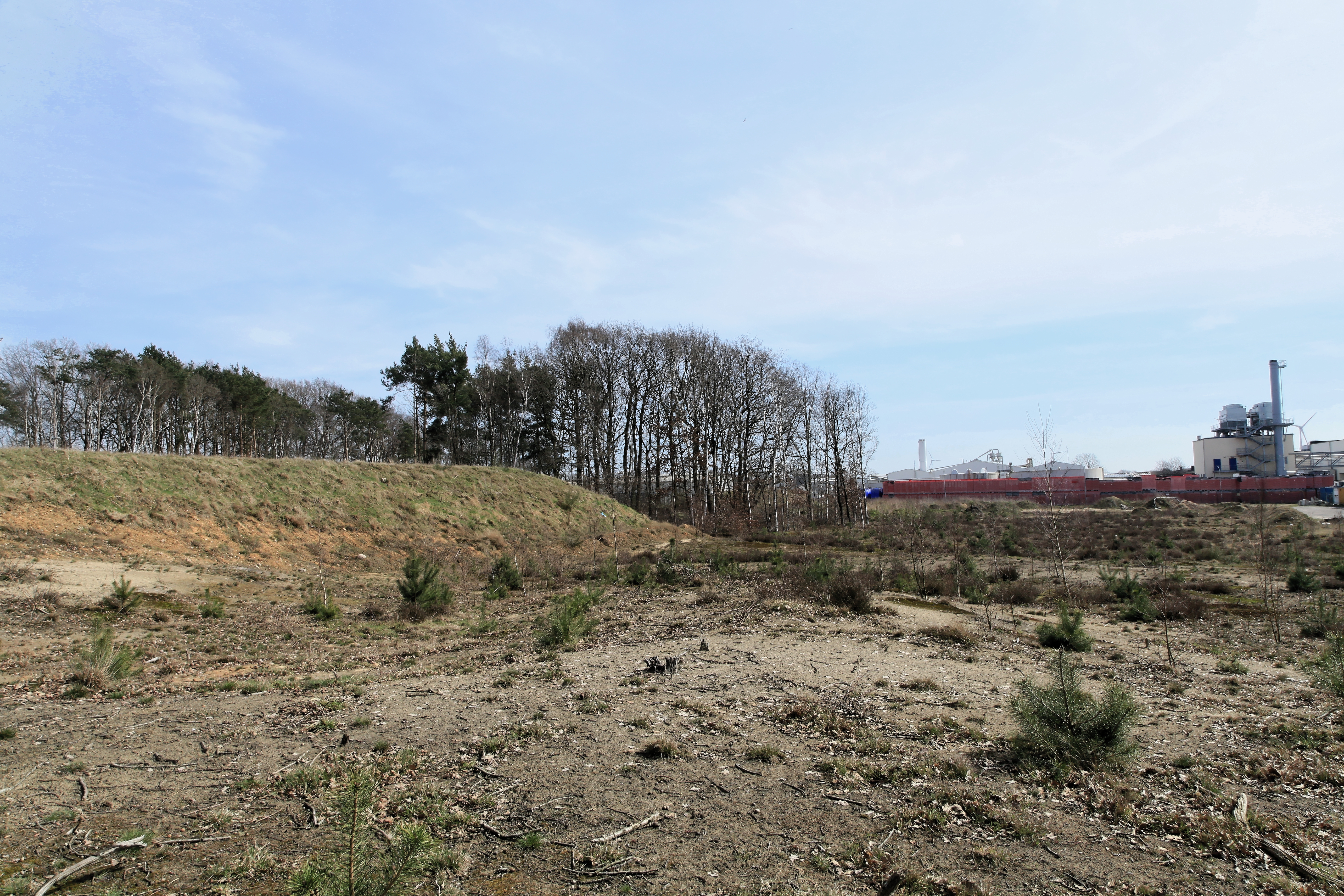
Het bosje in het industriegebied met de resten van het hunebed.

Het bouwwerk is sterk verstoord. De uit 15 stenen bestaande overblijfselen laten niet zien hoe groot het bouwwerk oorspronkelijk is geweest of tot welke type hunebed het behoort. Op één steen is een boorgat te zien om te kloven. 
Het moeilijk te vinden graf zou zeer lang geweest kunnen zijn.